# HD 52140
HD 52140 è una stella bianco-azzurra nella sequenza principale di magnitudine 6,39 situata nella costellazione del Cane Maggiore. Dista 771 anni luce dal sistema solare.

## Osservazione
Si tratta di una stella situata nell'emisfero celeste australe; grazie alla sua posizione non fortemente australe, può essere osservata dalla gran parte delle regioni della Terra, sebbene gli osservatori dell'emisfero sud siano più avvantaggiati. Nei pressi dell'Antartide appare circumpolare, mentre resta sempre invisibile solo in prossimità del circolo polare artico. Essendo di magnitudine pari a 6,4, non è osservabile ad occhio nudo; per poterla scorgere è sufficiente comunque anche un binocolo di piccole dimensioni, a patto di avere a disposizione un cielo buio.
Il periodo migliore per la sua osservazione nel cielo serale ricade nei mesi compresi fra dicembre e maggio; nell'emisfero sud è visibile anche all'inizio dell'inverno, grazie alla declinazione australe della stella, mentre nell'emisfero nord può essere osservata limitatamente durante i mesi della tarda estate boreale.

## Caratteristiche fisiche
La stella è una bianco-azzurra nella sequenza principale; possiede una magnitudine assoluta di -0,48 e la sua velocità radiale positiva indica che la stella si sta allontanando dal sistema solare.

## Sistema stellare
HD 52140 è un sistema multiplo formato da 3 componenti. La componente principale A è una stella di magnitudine 6,39. La componente B è di magnitudine 9,0, separata da 35,0 secondi d'arco da A e con angolo di posizione di 315 gradi. La componente C è di magnitudine 10,0, separata da 70,0 secondi d'arco da A e con angolo di posizione di 320 gradi.